# Communauté de communes du Tursan
La communauté de communes du Tursan est une ancienne communauté de communes française située dans le département des Landes, en région Nouvelle-Aquitaine.

## Historique
Elle a été créée le 30 décembre 1992 pour une prise d'effet au 31 décembre 1992.
Elle fusionne avec la communauté de communes du Cap de Gascogne et Hagetmau Communes Unies pour former la communauté de communes Chalosse Tursan au 1er janvier 2017.

## Composition
Elle regroupe les communes du canton de Geaune :
| Nom              | Code Insee | Gentilé        | Superficie (km2) | Population (dernière pop. légale) | Densité (hab./km2) |
| ---------------- | ---------- | -------------- | ---------------- | --------------------------------- | ------------------ |
| Geaune (siège)   | 40110      | Geaunois       | 10,53            | 694 (2014)                        | 66                 |
| Arboucave        | 40005      | Arboucavais    | 9,89             | 201 (2014)                        | 20                 |
| Bats             | 40029      | Batsois        | 7,35             | 310 (2014)                        | 42                 |
| Castelnau-Tursan | 40072      | Castelnausiens | 9,27             | 194 (2014)                        | 21                 |
| Clèdes           | 40083      | Clédois        | 6,84             | 121 (2014)                        | 18                 |
| Lacajunte        | 40136      | Lacajuntois    | 5,63             | 153 (2014)                        | 27                 |
| Lauret           | 40148      | Laurétois      | 7,34             | 90 (2014)                         | 12                 |
| Mauries          | 40174      | Mauricois      | 5,49             | 94 (2014)                         | 17                 |
| Miramont-Sensacq | 40185      | Miramontois    | 25,32            | 350 (2014)                        | 14                 |
| Payros-Cazautets | 40219      | Payrotais      | 6,35             | 105 (2014)                        | 17                 |
| Pécorade         | 40220      | Pécoradais     | 4,17             | 145 (2014)                        | 35                 |
| Philondenx       | 40225      | Philondenxois  | 9,66             | 210 (2014)                        | 22                 |
| Pimbo            | 40226      | Pimbolais      | 10,89            | 205 (2014)                        | 19                 |
| Puyol-Cazalet    | 40239      | Puyolais       | 4,59             | 112 (2014)                        | 24                 |
| Samadet          | 40286      | Samadétois     | 26,19            | 1 137 (2014)                      | 43                 |
| Sorbets          | 40305      | Sorbésiens     | 11,88            | 199 (2014)                        | 17                 |
| Urgons           | 40321      | Urgonnais      | 11,53            | 262 (2014)                        | 23                 |